# Селецький Федір Йосипович
Фе́дір Йосипович Селе́цький (28 грудня 1885, с. Уховецьк, Ковельський повіт, Волинська губернія — † 4 травня 1919, Розваж) — сотник Дієвої армії УНР (посмертно), військовий діяч, член Української Центральної Ради.

## Життєпис

Федір Селецький в часі служби в РІА

Народився 28 грудня 1885 року у селі Уховецьк (тепер Колодяжненська сільська громада, Ковельський район, Волинська область). Походив з родини учителя. 
Закінчив юридичний факультет Санкт-Петербурзького університету. 23 липня 1914 р. був мобілізований однорічником 1-го розряду до 67-го піхотного Тарутинського полку, у складі якого брав участь у Першій світовій війні. Був нагороджений Георгіївським хрестом IV ступеня. Був двічі поранений. 6 листопада 1914 р. отримав звання прапорщика. 1 червня 1915 р. закінчив 4-місячні курси Олексіївського військового училища. З 3 лютого 1916 р. — начальник поліцейської команди 17-ї піхотної дивізії. З 3 березня 1916 р. — командир взводу дивізійного обозу 17-ї піхотної дивізії.

### На службі УНР
На І Всеукраїнському військовому з'їзді 18—20.5.1917 р. був обраний членом Українського Генерального Військового комітету. З березня 1918 р. — секретар Військового міністерства УНР, начальник воєнно-комісарського відділу Українського Генерального штабу. З грудня 1918 р. — начальник загальної управи Військового міністерства УНР.
Героїчно загинув у бою під с. Розваж Острозького повіту Волинської губернії. Під № 1 довічно занесений до списків Армії УНР.

## Нагороди
- Орден Визволення[1]